# Gourry Gabriev
Gourry Gabriev (ガウリイガブリエフ?, Gaurī Gaburiefu) è un personaggio della light novel, anime e manga Slayers di Hajime Kanzaka. Nel doppiaggio Mediaset viene chiamato Guido.

## Personaggio

Copertina del primo volume dell'edizione italiana del manga Slayers, raffigurante Lina e Gourry

Gourry Gabriev è un abilissimo spadaccino. Dopo l'incontro con Lina si è autoproclamato la sua guardia del corpo. Non ha una buona memoria e dimentica anche eventi di elevatissima importanza, proprio per questo Lina paragona il suo cervello a quello di una medusa.
Egli ha ereditato la Spada di Luce dalla sua famiglia che si tramanda da generazione in generazione. Si dice che quell'arma abbia ucciso il demone Zanaffa. È molto legato alla sua spada e non vuole cederla a Lina. Successivamente sacrifica la sua spada per farla tornare in vita. In seguito egli ottiene la Blast Sword.
Nella serie inizialmente accompagna Lina perché crede sia una bambina bisognosa di protezione. I due diventano molto amici e quando scopre che è un'abilissima maga smette di trattarla da ragazzina.
Tra Gourry e Zelgadis vi è una buona amicizia ed egli lo rispetta nonostante il suo aspetto da chimera.
Uno dei pochi personaggi di cui Gourry ricorda il nome è Sylphiel, ma ciò è dovuto alla sua abilità in cucina, con lei ha un comportamento da fratello maggiore.
Zangulus diventa rivale dello spadaccino di luce dalla sua prima comparsa. Tra i due vi è molto rispetto e alla fine di Slayers Next diventano grandi amici.

## Passato
Gourry è un mercenario e abilissimo spadaccino che all'inizio della serie televisiva ha circa 20 anni. Sebbene anch'egli sia molto presente (infatti lo troviamo nel manga, nei romanzi e nell'anime) di lui e del suo passato si sa ben poco: si vocifera che venga dall'impero di Elmekia da una famiglia benestante ma si può presumere che fin da bambino abbia vissuto a Sairaag visto che proprio lui lo afferma in una puntata.
Si sa che ha una nonna e un fratello. Nella sua famiglia ci furono delle dispute su chi dovesse ereditare la "Spada di luce" e ciò non interessava a Gourry. Per fermare il conflitto scappò di casa con la spada e da allora divenne un mercenario.

## Presente
Il suo incontro con Lina Inverse è del tutto casuale visto che la "salva" da una banda di briganti credendola una povera fanciulla indifesa e anche se successivamente si accorgerà che la ragazza non è per niente una povera bambina come credeva, deciderà ugualmente di accompagnarla nelle sue avventure come guardia del corpo non retribuita.

## Tecnica
Gourry è un abilissimo spadaccino, nonostante non sia in grado di utilizzare incantesimi, si dimostra ugualmente molto affidabile nei combattimenti, soprattutto grazie alla sua Spada di Luce (Hikari no Ken o Gorun Nova) che la sua famiglia si tramanda da generazioni. È proprio perché Lina vuole la sua spada che se lo porta dietro anche se poi tra i due nascerà una profonda amicizia.
Egli non utilizza subito i poteri della propria spada, combattendo con una comune lama inserita nell'elsa. Tramite l'utilizzo di un ago, o semplicemente smontando la lama, Gourry risveglia il vero potere della sua arma, creando così la vera Spada di Luce.
La luce che fuoriesce dall'elsa prende forma di una lama, con i caratteristici suoni delle spade laser di Star Wars.
Hajime Kanzaka ha dichiarato che Gourry possiede un'abilità magica e sarebbe quindi in grado di lanciare incantesimi dalla potenza distruttiva simile a quella di Lina. A causa della sua debole memoria tuttavia si rende inutile nel campo della magia, poiché non in grado di memorizzare le formule.

## Accoglienza
Gourry Gabriev ha ricevuto il premio Anime Grand Prix della rivista Animage come miglior eroe maschile del 1996 e 1997, classificandosi rispettivamente al decimo e all'ottavo posto. Nate Ming di Crunchyroll notò Gourry per "essere il personaggio più stupido in assoluto di tutto Slayers (e forse di tutta la storia degli anime)". Caitlin Donovan di The Mary Sue affermò Lina "e il suo interesse amoroso Gourry sono piuttosto forti come inversione dei tipici tropi di genere shōnen, poiché afferma apertamente che il suo unico obiettivo nella vita è stare con lei e aiutarla mentre fa le sue cose". Michael Toole di Anime News Network incluse "la storia d'amore strana e imbarazzante tra Lina e Gourry" tra i punti migliori della serie. Nel 2013, Chris Homer di The Fandom Post ha classificato la relazione tra Lina e "un adorabile bue muto" Gourry come la 35ª coppia migliore di tutti gli anime.